# قبيلة المهاية
المهاية اتحاد قبلي عربي كبير يتواجد في منطقة تحدها شرقا الحدود الجزائرية وشمالا قبيلة أنكاد وغربا قبيلة بني يعلى وجنوبا قبيلة بني مطهر ، وتضم مجموعات بشرية من الرحل, تعتمد في عيشها على تربية المواشي والزراعة, وقد هاجر جزء منها هاجر الى المنطقة الحاملة بين مدينة مكناس وفاس ، وتنقسم قبائل المهاية الشرقية المستقرة في النجود الشرقية العليا الى أربعة اقسام وهي كالتالي :
- اولاد معمر:وتضم مجموعة من القبائل وهي:الحلالفة-الحداحدة-الرحامنة-اورسفان
- الوساطة:وتضم قبائل:اولاد كاري-ذوي خليفة-الزوالة-اولاد عبيد
- اولاد بركة:وتضم قبائل:اولاد مبارك-اولاد عمران-اولاد سعيد-الشبكة-اسبيطيين.
- العشاش:وتضم قبائل الزوايد-اللواحك-اولاد حبال -المعاتيك-الحرميين-النهاريين-اولاد براز-المدافعية.

والجدير بالذكر ان القبائل التي جاءت في التصنيف الرابع وهي الزوايد واولاد عمران والنهاريين واللواحك واولاد حبال والمعاتيك والحرميين لم تستقر بالنجود العليا مع القبائل الاخرى المذكورة في التصنيف 1و2و3 بل استقرت في احواز مدينتي النعيمة والعيون.كما ان بعض القبائل الاخرى هاجرت من النجود العليا لتستقر بمحيط احد الجبال القريب من مدينة وجدة وهو جبل متسيلة وهي قبائل الحلالفة والشبكة وذوي خليفة.وبعضها الاخر استقر بمحاذاة قبائل الزكارة وبني يعلى في اراض تسمى سيدي موسى.
وتحكي بعض الروايات ايضا أن بعض الفخذات من هذه القبائل تنتسب الى الادارسة,وكمثال على ذلك فخذة الزراولة التي تنتمي لقبيلة اولاد كاري وفخذة الرياسنة التي تنتمي لقبيلة الحداحدة.

### نسب القبيلة
تنتسب قبيلة المهاية إلى عرب بني هلال وهي من نسل عياض بن مشرف بن أصبح بن ابي ربيعة بن نهيك بن هلال بن عامر بن صعصعة ودخلت قبيلة المهاية مع جموع القبائل العربية التي دخلت شمال افريقيا خلال ما يعرف بالتغريبة الهلالية.

## تاريخ لمهاية
انطلقوا من صحراء نجد. وبنزوح عرب هلال والمعقل إلى بلاد المغرب الأقصى أوائل القرن الحادي عشر، قام أحد سلاطين بني عبد الواد بإنزال قبائل الأثبج ومنهم المهاية في منطقة تلمسان حوالي القرن الثالث عشر. وخلال القرن الرابع عشر كانت بطون المهاية تنتجع بين ملوية غربا وجبال بني يزناسن شمالا والشط الغربي شرقا. كانت بين القبائل التي كان لها وزن في المنطقة الشرقية وكانت على علاقات متوترة مع قبائل من بني بوزكو وبني يزناسن وأشجع وأولاد علي بن طلحة وغيرهم. ومن أشهر قادتها الحاج السهلي، الذي تزعمها أواخر القرن التاسع عشر، وكان والده هو الحاج بوبكر ولد ميمون المنحدر من دوار أولاد امبارك إحدى بطون أولاد بركة. ساندت قبائل المهاية ثورة بوحمارة وأغارت على مدينة وجدة سنة 1886 م وأجبرت عاملها على الفرار. فقامت بني يزناسن ضدهم، وقُتل قائد لمهاية السهلي على يد أحد أفراد قبيلة أشجع يوم 30 أكتوبر سنة 1889م. وأرسل على اثرها السلطان مولاي الحسن وسيطا لفك النزاع بين المهاية وأهل أنكاد. وتقول الرواية الشعبية أن حمدون ولد احميدان، قائد الشجع، كان يقدر ويحترم زعيم لمهاية كثيرا فحزن ولعن من قتله ودعى عليه.

## ثقافة

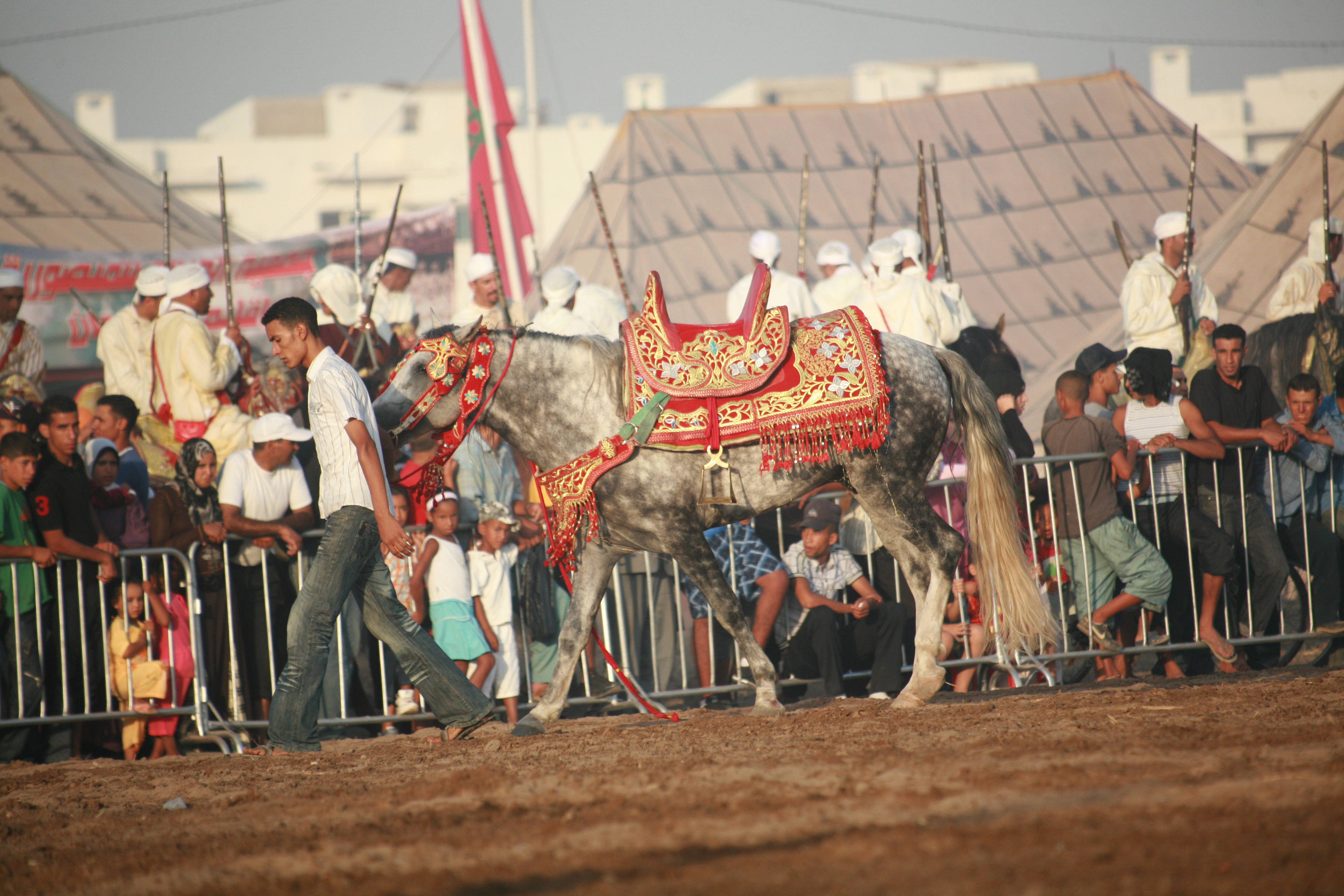
الفروسية

على الرغم من ان قبيلة المهاية تنسب نفسها للعروبة، إلا أنها معروفة بالفن المغربي الأمازيغي "التبوريدة"

## انظر ايضا
- بنو سليم
- أشجع (المغرب)
- غطفان
- هجرة بني هلال
- بنو معقل
- دكالة عبدة
- عروبية (لهجة)
- لمهاية
- قبيلة الحياينة